# 506 Marion
Marion (asteroide 506) é um asteroide da cintura principal com um diâmetro de 105,94 quilómetros, a 2,5930372 UA. Possui uma excentricidade de 0,1469642 e um período orbital de 1 935,79 dias (5,3 anos).
Marion tem uma velocidade orbital média de 17,08330852 km/s e uma inclinação de 16,9961º.
Esse asteroide foi descoberto em 17 de Fevereiro de 1903 por Raymond Dugan.